# Straat Torres
De Straat Torres (Engels: Torres Strait) is een zeestraat tussen het Kaap York-schiereiland in de Australische deelstaat Queensland en Papoea-Nieuw-Guinea. De straat is ongeveer 150 km breed en verbindt de Koraalzee in het oosten met de Arafurazee in het westen.
De Straat Torres werd in 1606 'ontdekt' door de Spanjaard Luis Vaéz de Torres, die de zuidkust van Nieuw-Guinea van oost naar west volgde. Het zou echter tot James Cook in 1770 duren totdat er weer iemand door de straat voer. Verscheidene Nederlandse ontdekkingsreizigers, zoals Abel Tasman, waren niet in staat geweest om vast te stellen of er in het gebied een straat was of dat Nieuw-Guinea en Australië met elkaar verbonden waren.

## De eilanden van de Straat Torres
De Straat Torres-eilanden (Torres Strait Islands) horen bij de Australische deelstaat Queensland. Ze liggen verspreid over een gebied van ongeveer 48.000 km². Van de ongeveer 100 eilanden zijn er 17 bewoond. De Straat Torres-eilanders, de oorspronkelijke bewoners van de eilanden in de Straat Torres, zijn van Melanesische afkomst en bevolkten de eilanden ongeveer 5000 jaar geleden vanuit Papoea-Nieuw-Guinea.
Op de eilanden in de Straat Torres wordt naast de bestuurlijke taal Engels onder andere ook Mabuiag, Meriam en de mengtaal Torres-creools gesproken (een Creoolse taal die verwant is aan het Tok Pisin van Papoea-Nieuw-Guinea.